# Домброва-Велика (Підляське воєводство)
Домброва-Велика, або Дуброва Велика (пол. Dąbrowa Wielka) — село в Польщі, у гміні Чижев Високомазовецького повіту Підляського воєводства. Населення — 112 осіб (2011).

## Історія
У 1799 році в селі існувала греко-католицька парафія.
У 1975—1998 роках село належало до Ломжинського воєводства.

## Населення
Демографічна структура станом на 31 березня 2011 року:
|          | Загалом | Допрацездатний вік | Працездатний вік | Постпрацездатний вік |
| -------- | ------- | ------------------ | ---------------- | -------------------- |
| Чоловіки | 57      | 6                  | 40               | 11                   |
| Жінки    | 55      | 12                 | 25               | 18                   |
| Разом    | 112     | 18                 | 65               | 29                   |